# 高畠郵便局
高畠郵便局（たかはたゆうびんきょく）は山形県東置賜郡高畠町にある郵便局である。民営化前の分類では集配特定郵便局であった。

## 概要
住所：〒992-0399 山形県東置賜郡高畠町大字高畠420-1

## 沿革
- 1873年（明治6年）2月3日 - 高畠郵便取扱所として開設[1]。
- 1875年（明治8年）1月1日 - 高畠郵便局（五等）となる[1]。
- 1880年（明治13年） - 為替取扱を開始[1]。
- 1882年（明治15年） - 貯金取扱を開始[1]。
- 1897年（明治30年）2月21日 - 高畠郵便電信局となる[1]。
- 1903年（明治36年）4月1日 - 通信官署官制の施行に伴い高畠郵便局となる[1]。
- 2004年（平成16年）9月6日 - 中和田郵便局および糠野目郵便局から集配業務を移管[2]。
- 2007年（平成19年）10月1日 - 民営化に伴い、併設された郵便事業米沢支店高畠集配センターに一部業務を移管。
- 2012年（平成24年）10月1日 - 日本郵便株式会社発足に伴い、郵便事業米沢支店高畠集配センターを高畠郵便局に統合。

## 取扱内容
- 郵便、印紙、ゆうパック、内容証明
- 貯金、為替、振替、振込、国際送金、国債、投資信託
- 生命保険、バイク自賠責保険
- ゆうちょ銀行ATM
- 高畠町内の一部地域の集配業務

## 周辺
- 高畠町立図書館
- 高畠町営体育館
- 高畠町武道館
- 高畠町役場
- 高畠町消防本部
- 公立高畠病院

## アクセス
- JR山形新幹線・奥羽本線 高畠駅から車で約11分。
- 東北中央自動車道 南陽高畠ICから南東へ約3.5km
- 駐車場あり：17台